# Hannah Eurlings
Hannah Eurlings, née le 1er janvier 2003, est une footballeuse internationale belge qui joue au poste d'attaquante à l'Union Berlin.

## Biographie

### En club
Originaire d'Anvers, c'est vers cinq-six ans qu'elle découvre le football, en jouant d'abord à l'école.
Hannah Eurlings commence sa carrière en club avec le Lierse SK, avant de rejoindre les Yellow Flames, un projet de la fédération belge de football basé à Louvain visant au développement de joueuses.
En 2017, elle rejoint Oud-Heverlee Louvain.
Lors de la saison 2021-2022, les Louvanistes termineront la saison à la deuxième place, derrière le RSC Anderlecht malgré une victoire 1-0 de son équipe contre le champion en titre Anderlecht.

### En sélection
Le 1er novembre 2017, à l'âge de 14 ans, Eurlings dispute son premier match avec l'équipe de Belgique des moins de 16 ans face à la Norvège. Le 18 février 2018, elle fait ses débuts avec la sélection des moins de 17 ans contre la Tchéquie. Le 26 mars 2018, elle inscrit ses premiers buts internationaux en inscrivant un doublé contre la Roumanie.
Hannah Eurlings honore sa première sélection en équipe de Belgique le 1er décembre 2020 face à la Suisse, en remplaçant Tessa Wullaert dans le temps additionnel (victoire 4-0 et qualification à l'Euro 2022). Elle est titularisée pour la première fois le 8 avril 2021 face à la Norvège.
Le 25 novembre 2021, Eurlings inscrit ses premiers buts en sélection à l'occasion d'un doublé lors de la victoire 19-0 face à l'Arménie, la plus large de l'histoire de la sélection.
En février 2022, elle participe à la Pinatar Cup, un tournoi organisé en Espagne. Les Belges remportent le tournoi, et Eurlings inscrit un but lors du quart de finale face à la Slovaquie.
Le 20 juin 2022, elle est sélectionnée par Ives Serneels pour disputer l'Euro 2022.
Le 6 février 2023, la Belge est sélectionnée par Ives Serneels pour disputer la Arnold Clark Cup 2023. Cette dernière étant un tournoi de football féminin sur invitation organisé par la Fédération anglaise de football.

## Palmarès
Équipe de Belgique
- Pinatar Cup (1) :
  - Vainqueur : 2022.